# Rushall (Wiltshire)
Rushall – wieś w Anglii, w hrabstwie Wiltshire. Leży 26 km na północ od miasta Salisbury i 120 km na zachód od Londynu.